# فرانشيسكا دالابي
فرانشيسكا دالابي (ولدت في 24 يونيو 1986 في ترينتو) هي لاعبة غطس إيطالية، فازت مع تانيا كاغنوتو بالميدالية الفضية في مسابقة القفز المتزامن مع تانيا كاغنوتو من ارتفاع 3 متر في دورة الألعاب الأولمبية الصيفية 2016. في دورة الألعاب الأولمبية الصيفية 2012، تنافست في كل من القفز الفردي من على منصة القفز بارتفاع 3 متر، وحصلت على المركز الخامس عشر، والقفز المتزامن من على منصة القفز بارتفاع 3 متر، وحصلت على المركز الرابع. 
احتلت دالابي المركز السادس مع نومي باتكي في حدث منصة القفز المتزامنة للسيدات على ارتفاع 3 أمتار في الألعاب الأولمبية 2008 .

## روابط خارجية
- فرانشيسكا دالابي في اللجنة الأولمبية الدولية
- فرانشيسكا دالابي في موقع أوليمبيديا